# Elezioni parlamentari in Finlandia del 1911
Le elezioni parlamentari in Finlandia del 1911 si tennero il 1º gennaio per il rinnovo dell'Eduskunta, sciolta nuovamente dallo zar per la perdurante opposizione del parlamento che aveva ancora votato contro il riscatto che tutti gli anni la Finlandia pagava per prorogare la sospensione della coscrizione obbligatoria nell’esercito russo.

## Risultati
| Liste                                | Voti    | %     | Seggi |
| ------------------------------------ | ------- | ----- | ----- |
| Partito Socialdemocratico Finlandese | 321.201 | 40,03 | 86    |
| Partito Finlandese                   | 174.177 | 21,71 | 43    |
| Partito dei Giovani Finlandesi       | 119.361 | 14,88 | 28    |
| Partito Popolare Svedese             | 106.810 | 13,31 | 26    |
| Lega Agraria                         | 62.885  | 7,84  | 16    |
| Unione Operaia Cristiana Finlandese  | 17.245  | 2,15  | 1     |
| Altri                                | 708     | 0,09  | -     |
| Totale                               | 802.387 |       | 200   |